# Alphonse Daudet
Alphonse Daudet (ur. 13 maja 1840 w Nîmes, zm. 16 grudnia 1897 w Paryżu) – francuski pisarz, poeta, publicysta. 

## Życiorys
Urodzony w Prowansji, której był gorącym propagatorem i poświęcił jej wiele swych utworów. Autor Listów z mojego młyna, Tartarin z Taraskonu, Tartarin w Alpach, Port Taraskon i sztuki Arlezjanka. Uznany za jednego z czołowych pisarzy francuskich. W 1870 został odznaczony Legią Honorową, w 1886 Krzyżem Oficerskim Legii Honorowej.